# Гелтахт
Гелтахт (једнина: Gaeltacht, множина: Gaeltachtaí) је назив за регије у Ирској у којима је ирски језик преовлађујући језик у међусобном говору становништва.

## Регије
Ове области се пре свега налазе на простору западне Ирске и то у грофовијама (окрузима) Донегол, Мејо, Голвеј, Кери и Корк као и на мањим просторима јужног дела округа Вотерфорд те на истоку земље у округу Мид. Свеобухватно, на поменутим просторима живи око 86000 људи, који сви практично говоре енглеским језиком као другим поред матерњег ирског, или им је чак енглески језик матерњи.

## Историја
Гелтахт је успостављен неколико година након формалне независности Ирске 1929. године. При успостављању Гелтахта дошло је до категоризације те је уведена разлика између тзв. fíor-Ghaeltachtaí („прави гелтахт“) и breac-Ghaeltachtaí („шарени гелтахт“). Разлика се састојала у томе да је проценат становништва који говори ирским језиком у fíor-Ghaeltachtaí већи. Убрзо се испоставило да су границе успостављених области биле превише широко повучене те је успостављање управе и спровођење разумне језичке (говорне) политике било немогуће, јер је број англофоног становништва који ту живи био у ту сврху превише велики.
Из овог разлога је гелтахт 1956. године поново дефинисан и то у доста мањим границама него 1929. године. Том приликом је и разлика између fíor-Ghaeltachtaí и breac-Ghaeltachtaí нестала. У овим границама се гелтахт и данас налази. Ипак се и данас намеће проблем чињеницом да говорници ирског језика чине стварну већину само у мањим деловима гелтахта. У већини делова гелтахта су обе групе говорника (ирског као и енглеског) изједначене, чак у одређеним деловима англофоно становништво чини већину. Оваква ситуација је делимично настала и због новчане подршке коју добијају становници гелтахта, која привлачи и становнике места која се граниче са гелтахтом у којима енглески доминира. Ти становници у великом броју случајева не баратају ирским нити су спремни да га науче у оној мери у којој је неопходан у свакодневици.

## Проблеми
Још један од проблема гелтахта представља тзв. fish-bowl effect (енг.„ефекат акваријума“). Сваке године велики број ученика, студената и заинтересованих, великим делом и из САД, посети гелтахт како би изучавали ирски језик и тобоже доживели традиционалан начин живота житеља. Оваква врста путовања је великим делом заснована на идеологији 1920-их до 1960-их година по којој је сељак ирског говора, који живи традиционалним начином живота на просторима западне Ирске уздигнут у митски симбол исконског ирског националног идентитета. Иако данас, као ни минулих деценија, овој идеологији много тога није ишло на руку, она је још увек жива у националној свести Ираца. Са једне стране то доводи до повећаног коришћења енглеског језика у гелтахту, јер већина посетилаца долази са тог говорног подручја. Такође се и у свакодневним ситуацијама између туриста и мештана, учтивости ради, користи енглески. Са друге стране се становници гелтахта осећају „посматраним“ од стране посетилаца, те мисле да их ови на њих гледају као на „дивљаке“ или некакве простаке (стварни fish-bowl effect). Већина житеља гелтахта не гледа на себе као на традиционалније и конзервативније људе у односу на суседе ван гелтахта.
Ова врста туризма је заједно са државном новчаном подршком коју добијају житељи довела до релативног благостања на територији гелтахта које превазилази оно на суседним регијама које се граниче са гелтахтом. Са једне стране то релативно благостање осигурава опстанак великог броја становника, самим тим и ирског језика уопште. Са друге стране привлачи велики број говорника енглеског језика у гелтахт. Скупа гледано, чак површно посматрање проблема даје компликовану мрежу позитивних и негативних фактора који делују на ирски језик у гелтахту у целини.

## Култура
И поред горенаведених противречности, гелтахт обилује низом културних карактеристика који овај простор сврставају у једну недељиву културну целину. Ова чињеница је поткрепљена свешћу последњег носиоца ирског језика. Ипак поменуте културне карактеристике не почивају само на остацима „старе ирске културе“ која је постојала до 16. и 17. века. Данас је веома тешко раздвојити те тзв. „традиционалне“ културне карактеристике од оних које су настајале касније под разним другим утицајима.

### Музика
Једна од најпрепознатљивијих карактеристика јесте постојање живе музичке традиције. Док се инструментална музика не разликује посебно од традиционалне инструменталне музике у другим деловима Ирске, постојање културе певања не разликује се само по чисто музичким карактеристикама већ је дубоко укорењена у свести становника гелтахта. Такозвану „Sean-nós“ традицију негује велики број људи. Нису ретки спонтани наступи на слављима, у кафанама или при разноразним другим приликама. Мушкарци и жене који имају добар глас, технику, а при томе знају и велики број песама уживају велики углед међу становништвом, и од стране млађих нараштаја.

### Књижевност
И на пољу књижевности гелтахт ужива велики углед. Посебно област Corca Dhuibhne на полуострву Дингл у округу Кери је изродила велики број писаца. Књижевност гелтахта се често критикује како се налази ухваћена у свакидашњим романтичарским клишеима и структурама, и како се не труди да ухвати корак са модерним литерарним трендовима. Тиме делимично стоји насупрот модерној ирској књижевности која се развија од 1960-их година под урбаним и утицајем отворености свету.

## Управа
је задужена за културни, друштвени и привредни развој гелтахта. Она ради удружено са Department of Community, Rural and Gaeltacht Affairs који се поред других послова бави развојем гелтахта и спровођењем језичке политике.

## Медији
Посебан радио-програм на ирском језику емитује Raidió na Gaeltachta који је у оквиру Radio Telefís Éireann (RTÉ)- званичног јавно-правног гласила Републике Ирске. Поред радија постоји и двојезични телевизијски канал TG4.